# Gedeon Zastavniković
Gedeon Zastavniković (Široka Kula, 1825. – Beč, 6. siječnja 1869.), bio je časnik u habsburškoj vojsci.

## Životopis
Gedeon Zastavniković rođen je u Širokoj Kuli, 1825. godine. Vojnu službu započeo je 1839. godine kao kadet, a 1844. godine bio je promaknut u potporučnika te 1848. godine u satnika. Služio je u I. ličkoj graničarskoj pukovniji i bio referent bojnoga odsjeka sjedinjenog Hrvatsko-slavonskoga zemaljskoga vojnog zapovjedništva sa sjedištem u Zagrebu. Od 1852. godine bio je pobočnik bana Josipa Jelačića. Od 1857. godine vrši dužnost pobočnika Zemaljskoga vojnog zapovjedništva za Dalmaciju u Zadru, a od 1858. godine pukovnik i zapovjednik 4. slunjske graničarske pukovnije. Kao član Komisije za izradbu reformi u Vojnoj krajini podnio je 1861. godine ministru rata elaborat, u kojem se zauzimao za unaprjeđenje i opstanak toga područja. Podupirao je mnogobrojne reforme u Vojnoj krajini, osobito na području školstva, pa su njegovim zauzimanjem u Lici bile podignute 22 škole. Godine 1867. bio je promaknut u čin general bojnika. Surađivao je s hrvatskim političarima oko redakcije Novoga Pozora.
Prvi javni spomenik u Gospiću postavljen je baš u čast Gedeona Zastavnikovića 1870. godine, tada na Paradeplatzu (danas Trg dr. Franje Tuđmana). Spomenik je bio kameni te se nalazio u središnjem dijelu trga između dvaju drvoreda. Nalazi se na starim razglednicama grada. Uklonili su ga gospićki Srbi partizani nakon završetka Drugog svjetskog rata, jer su smatrali Gedeona Zastavnikovića izdajicom, jer smatrali su za njega da je Srbin, a izjašnjavao se kao Hrvat i bio je austrijsko-ugarski general.